# Olofmeister
Олоф Кайбер Густаффсон (швед. Olof Kajbjer Gustafsson; род. 31 января 1992) — шведский киберспортсмен по Counter-Strike, более известный под никнеймами olofmeister и olof. Кайбер известен своими выступлениями за команду fnatic, с которой стал двухкратным победителем мейджоров, и FaZe Clan. Признан лучшим игроком в CS:GO за 2015 год по версии портала HLTV.

## Ранняя жизнь
Кайбер вырос в Тюресё. В возрасте 4 лет мальчик проявлял интерес к футболу, однако травма ноги, полученная им в 15 лет, не позволяла ему увлекаться своим любимым видом спорта в течение года. Травма послужила основной причиной, по которой Кайбер стал увлекаться Counter-Strike на профессиональном уровне.

## Карьера

### Начало карьеры
Свой путь Олоф Кайбер начинал с классической Counter-Strike в 2009 году. В команде Aquintra, принявшей участие на квалификациях к турнирам «YaShasPoo» и WCG 2009, он познакомился c Ричардом «Xizt» Ландстрёмом и Маркусом «pronax» Уолстеном . К сожалению, в CS 1.6 Кайберу не удалось добиться каких-либо значительных результатов.

### 2012—2013
В Counter-Strike: Global Offensive Кайбер начинал свой путь в командах Absolute Legends и H2k, однако ни в одной из них он не добился успеха. Так продолжалось вплоть до того, как его пригласили в шведскую команду LGB eSports, в которой он по-настоящему смог раскрыть весь свой потенциал. Лучшим достижением Кайбера в LGB считается выход из группы на мажор-турнире Dreamhack Winter 2013.

### 2014
В июне Кайбер присоединился к Fnatic. Практически сразу после вступления команде удалось занять второе место на ESL One Cologne 2014. Нескольку месяцев спустя Fnatic переросли из тёмной лошадки в настоящего фаворита, который был одним из главных кандидатов на взятие турнира DreamHack Winter 2014. После того, как Fnatic вышли со второго места в своей группе, в четвертьфинале им предстоял матч против французской команды Team LDLC. Этот матч запомнился тысячам команд не из-за красивой игры, а из-за того, что olofmeister попал в скандал, связанный с его нечестной подсадкой. Fnatic отказались переигрывать матч, вследствие чего были исключены из турнира. После того, как это случилось, Кайбер думал уйти из Fnatic и забросить игру, однако остался в команде после победы на ESEA Invite Season 17 Global Finals.

### 2015
В феврале Fnatic выиграли турнир IOS Pantamera, одолев в финале французскую команду Titan. В марте Fnatic удалось занять первое место на ESL One Katowice 2015 — первом мажор-турнире в этом году. В августе Fnatic стали чемпионами ESL One Cologne 2015, таким образом став первой командой в истории, которой удалось выиграть два мажор-турнира подряд. На DreamHack Open Cluj-Napoca 2015 — 3 мажор-турнире в этом году — Fnatic закончили своё выступление в четвертьфинале турнира.
После того, как Маркус «pronax» Уоллстен покинул Fnatic 12 ноября 2015 года, руководство организации нашло ему замену в лице бывшего тиммейта Кайбера — Денниса «dennis» Эдмена. После замены Fnatic удалось выиграть 3 последующих турнира: FACEIT DreamHack Winter 2015, Fragbite Masters Season 5, и ESL ESEA Pro League Season II — Finals.
Olofmeister стал лучшим игроком 2015 года по версии портала hltv.org.

### 2016
В январе olofmeister и его команда выиграл StarLadder XIV, одолев в финале украинскую команду Natus Vincere со счётом 2-0 по картам. 5 марта Fnatic выиграли IEM Katowice World Championship 2016, в финале победив бразильцев из Luminosity Gaming со счетом 3:0. В апреле Fnatic заняли 5—8 место на первом мажор-турнире в этом году MLG Major Championship: Columbus. 8 апреля стало известно, что olofmeister возьмёт перерыв от соревновательного Counter-Strike из-за травмы руки, а временно его место займёт Никлас «Plessen» Плессен. Вскоре вместо него был поставлен Джон «wenton» Эрикссон.

### 2017
В начале 2017 прошёл Major-турнир Eleague Major Atlanta, где швед принял участие в составе Fnatic. Команда вышла из группы со счетом 3:1. В четвертьфинале шведы встретились с Gambit, которых они обыграли со счётом 2-:. В полуфинале команда Олофа дала сбой и проиграла со счётом 2:0 будущим чемпионам — Astralis. После Major’а, во Fnatic происходят замены: disco, doplan, twist были заменены на ветеранов клуба: JW, flusha. С возвращением старого состава команда не показывала результат. Лишь на DreamHack Open Summer Fnatic дошла до финала, где от титула их остановила лучшая команда в мире — SK Gaming. 21 августа Кайбер подписал контракт с FaZe Clan, что означало переезд в США и начало игр с интернациональной командой. За оставшийся промежуток года, FaZe выиграла 3 чемпионата, дважды заняла 2 место, одиножды 3 место и дважды не вышла из группы. По итогам года, Olofmeister удостоился 19 позиции в списке 20 лучших игроков по версии портала hltv.org.

### 2018
В январе 2018 FaZe играли на квалификациях к Eleague Major Boston. После сенсационного разгрома от Vega Squadron, швед с командой проходит квалификации со счётом 3:1. На основной стадии FaZe были главным претендентом на чемпионство. Пройдя Fnatic, Vega Squadron, SK Gaming, FaZe выходят из группы без единого поражения. В четвертьфинале европейский микс встретился с mousesports, с которыми FaZe разобрались без особого сопротивления. В полуфинале их ждали Natus Vincere во главе с Zeus’ом. По итогу двух карт FaZe прошли в финал. В финале же они встретились с главной сенсацией турнира — Cloud9. На американских трибунах было большое количество американских болельщиков, которые болели за «облачных». Первая карта ушла в пользу европейского микса со счётом 16:14. Но на последующих происходила настоящая битва, по итогам которой Cloud9 сенсационно стали чемпионами. Матч между FaZe и Cloud9 считают одним из лучших и масштабных в истории CS:GO. Для Олофа это был 2-й проигранный финал Major-турнира.
После поражения, FaZe занимают 3—4 место на V4 Future Soorts Festival, 4-е на StarSeries i-League S4 и 2 место на IEM Katowice 2018.
1 апреля Олоф объявляет о временном уходе из команды. По слухам, отец шведа оказался болен и Олоф переключил все силы на отца. На место Кайбера был взят Ричард «xizt» Ландстрём. Команда смогла успешно проявить себя с заменой — выиграли IEM Sydney 2018.
Позже, Олоф заявил о своём возвращении. Но, к сожалению, ему пришлось пропустить ECS Season 5 Finals, ESL One Cologne, ESL One Belo Horizonte. На замену шведа был взят норвежец cromen, который идеально показал себя на высоком уровне. Вместе с норвежцем, FaZe заняли первое место ESL One Belo Horizonte. Уже 11 июля Кайбер заявил о своём возвращении.
Первым турниром для него стал Eleague Premier 2018, где команда вылетела на последнем месте.
Далее последовал DreamHack Masters в Стокгольме, где команда проиграла на стадии четвертьфинала.
Наступил Faceit Major. В Лондоне FaZe с трудом вышли из группы со счётом 3:2. В четвертьфинале Олоф и компания проиграла лучшей команде мира — Astralis.
Уже после Major’а на ESL One New York, FaZe в очередной раз не показали высокого результата и вылетели на последнем месте.
Для команды это становится тревожным звонком. Появляются слухи о возможном уходе капитана — karrigan’a. EPICENTER 2018 оттянул этот момент. FaZe смогли вырвать победу в финале против Natus Vincere. Турнир в Москве стал последним победным турниром с karrigan’ом в составе.
В Копенгагене на BLAST Pro Series команда заняла лишь 4 место.
На IEM Chicago FaZe добрались до полуфинала. В полуфинале развязалась серьёзная борьба с Liquid, которые и выиграли встречу.
Конец года завершился участием на BLAST Pro Series в Лиссабоне. Команда вылетела на 5 месте. По итогам 2018 года, Олоф впервые за свою карьеру не попал в рейтинг 20-и лучших игроков мира.

## Достижения

### Мейджоры
- 3—4 место — EMS One Katowice 2014 (LGB eSports)
- — ESL One Cologne 2014 (Fnatic)
- — ESL One Katowice 2015 (Fnatic)
- — ESL One Cologne 2015 (Fnatic)
- 3—4 место — ESL One Cologne 2016 (Fnatic)
- 3—4 место — ELEAGUE Major 2017 (Fnatic)
- — ELEAGUE Major: Boston 2018 (FaZe)

### Другие турниры
- — ESWC 2014 (2014-11-02) (Fnatic)
- — ESEA Season 17 LAN[28] (2014-12-08) (Fnatic)
- — ESEA Season 18 LAN (2015-04-19) (Fnatic)
- — DreamHack Open Tours 2015 (2015-05-10) (Fnatic)
- — DreamHack Summer 2015 (2015-06-15) (Fnatic)
- — ESL ESEA Pro League Season I (2015-06-24) (Fnatic)
- — ESL ESEA Pro League Season II (2015-11-17) (Fnatic)
- — DreamHack Winter 2015 (2015-11-29) (Fnatic)
- — StarLadder i-League StarSeries XIV (2016-01-17) (Fnatic)
- — Intel Extreme Masters Season X – World Championship (2016-03-06) (Fnatic)

## Команды
- H2k: 5/10/12 — 28/10/12[3]
- Absolute Legends: 28/2/13 — 20/3/13[2]
- LGB eSports: 20/6/13 — 5/6/14[4]
- TEAMGLOBAL: 5/6/14 — 30/6/14
- Fnatic: 30/6/14 — 20/8/17
- Faze Clan: 20/8/17 — 15/2/21

### H2k
В H2k Кайбер играл вместе с Джоелом «emilio» Маком, Эндрю «keiz» Карлссоном, Джоном «wenton» Эрикссоном и Хьюго «huggan» Лопез.

### Absolute Legends
В Absolute Legends olofmeister играл с Андреасом «schneider» Линдбергом, Маркусом «pronax» Валлстеном, Деннисом «dennis» Эдманом и Александром «rdl» Редлом. После того, как игроки решили разойтись, Андреас «schneider» Линдберг и Маркус «pronax» Валлстен сразу же примкнули к Fnatic — команде, к которой в скором будущем присоединится и сам olofmeister, заменивший Андреаса «schneider» Линдебрга.

### LGB eSports
В LGB eSports играл с Деннисом «dennis» Эдманом, Фредди «KRiMZ» Ёханссоном, Симоном «twist» Элиассоном и Исаком «cype» Рудманом.

### Fnatic
Кайбер и Ёханссон присоединились к Fnatic 30 июня 2014 года.